# Liste der Naturdenkmäler im Landkreis Regensburg
Die Liste der Naturdenkmäler im Landkreis Regensburg enthält die Naturdenkmäler des Landkreises Regensburg (Stand 19. Juni 2010).
Naturdenkmäler sind nach Artikel 28 des Bundesnaturschutzgesetzes Einzelschöpfungen der Natur oder Flächen bis zu 5 ha, deren besonderer Schutz aus wissenschaftlichen, naturgeschichtlichen oder landeskundlichen Gründen oder wegen ihrer Seltenheit, Eigenart oder Schönheit erforderlich ist.

## Naturdenkmäler
| Nr. | Name                                                                              | Lage | Bild           |
| --- | --------------------------------------------------------------------------------- | --- | -------------- |
| 1   | 2 Baumgruppen, 13 Bäume Ahorn, Eschen, Gemeinde Zeitlarn                          | Alte B15 zwischen Gallingkofen und Zeitlarn                                                                              |                |
| 2   | Galgenberg, Markt Regenstauf                                                      | Regenstauf, 300 m östlich der B15 in Höhe von km 11,5.                                                                   |                |
| 3   | 3 alte Eichen (Regenstauf)                                                        | in Karlstein an der Straße nach Kirchberg, in Karlstein; Fällung der Eiche am Sportplatz am 21. Dezember 2007 genehmigt. |                |
| 4   | Riesensprung Felsformation, im Volksmund Droidenstein genannt (Regenstauf)        | 800 m nordwestlich von Drackenstein.                                                                                     |                |
| 5   | 2 Lindenalleen in Kürn (Bernhardswald)                                            | eine Allee am Südausgang, eine am Nordausgang von Kürn.                                                                  |                |
| 7   | 1 Linde (Kallmünz)                                                                | ca. 60 m östlich der Kirche in Dinau.                                                                                    |                |
| 9   | 1 Linde (Kallmünz)                                                                | vor der Kapelle am westlichen Ortsausgang von Dallackenried.                                                             |                |
| 13  | 1 Linde bei Holzheim am Forst                                                     | 1000 m nordwestlich von Holzheim am Forst an der St 2149 nach Kallmünz neben einer Kapelle an der St 2149.               |                |
| 16  | 2 Linden bei kleiner Kapelle (Kallmünz)                                           | Kallmünz, Garten des Altenheimes an der R15.                                                                             |                |
| 24  | Hoher Kalksteinfelsen mit drei über denselben liegenden Ringwällen (Beratzhausen) | bei der Bahnbrücke 1.200 m südöstlich Beratzhausen.                                                                      |                |
| 25  | Hoher Kalksteinfelsen, Gemeindeholz (Beratzhausen)                                | 2000 m südöstlich Beratzhausen zwischen Bahnlinie und Laaber.                                                            |                |
| 26  | Galgenberg, hohe Kalksteinfelsspitzen am Steilhang (Beratzhausen)                 | bei der Bahnbrücke 1.200 m südöstlich Beratzhausen.                                                                      |                |
| 27  | Hundsstein oder Sixenfelsen (Beratzhausen)                                        | 500 m östlich Beratzhausen.                                                                                              |                |
| 28  | 2 Linden (Nittendorf)                                                             | gegenüber Gastwirtschaft Plank in Pollenried.                                                                            |                |
| 30  | Felsgruppe Maihöhle bei Schönhofen                                                | bei Schönhofen, Sinzing im sogenannten Finstertal oberhalb von Hardt.                                                    |                |
| 31  | Felsblock, Die hohe Wand (Sinzing)                                                | Waldabteilung Röth, linkes Ufer der Laaber.                                                                              |                |
| 32  | 1 Dolomitfelsen, genannt der „Gelbe Felsen“ (Sinzing)                             | am Pfalzlbauernberg zwischen Eilsbrunn und Schönhofen.                                                                   |                |
| 33  | Stifterfels (Sinzing)                                                             | ca. 400 m nach der Laberbrücke bei Eilsbrunn.                                                                            |                |
| 36  | 1 Dorflinde (Sinzing)                                                             | bei der Kirche an der Friedhofsmauer.                                                                                    |                |
| 37  | Burgruine Wolfsegg, Felsblock mit Ruine und Tropfsteinhöhle Wolfsegg              | im Ortszentrum von Wolfsegg.                                                                                             |                |
| 39a | 1 Linde bei Waltenhofen (Sinzing)                                                 | Kleinprüfening |                |
| 40  | 1 Eiche (Pentling)                                                                | an der Straße nach Seedorf 500 m südlich der Ortschaft.                                                                  |                |
| 45  | Schlosspark Alteglofsheim                                                         | Alteglofsheim |                |
| 46  | Sankt-Wolfgangs-Eiche                                                             | Thalmassing | weitere Bilder |
| 47  | 1 Eiche, sogenannte Bildeiche am Frauenreis (Pentling)                            | ca. 500 m südwestlich von Höhenhof bei Nusshof.                                                                          |                |
| 49  | Baumgruppe (11 Linden, 6 Kastanien, 2 Lärchen), (Schierling)                      | am Kellerhaus in Eggmühl                                                                                                 |                |
| 50  | 5 Ahornbäume in Pinkofen (Schierling)                                             | Höhe 398.1 zwischen Pinkofen und Zaitzkofen.                                                                             |                |
| 51  | Schlosspark des Missionshauses der Weißen Väter (Schierling)                      | Zaitzkofen |                |
| 52  | Weinberg bei Eggmühl (Schierling)                                                 | ca. 1.000 m östlich von Eggmühl.                                                                                         |                |
| 55  | Opferstein, Stein- und Felsgebilde (Brennberg)                                    | ca. 600 m südwestlich von Bruckbach in der Flur „Heiling“.                                                               |                |
| 57  | Altwasserrest südöstlich von Tegernheim                                           | zwischen Ortschaft Tegernheim und Donau.                                                                                 |                |
| 58  | Leucojum-Vorkommen im Waldgebiet Hardt (Aufhausen)                                | ca. 1.000 m westlich von Wallkofen.                                                                                      |                |
| 59  | Alte Donau südlich von Wörth (Wörth a. d. Donau und Pfatter)                      | ca. 800 m mündungsaufwärts bei Wörthhof.                                                                                 |                |
| 60  | Altwasser westlich von Gmünd (Pfatter)                                            | |                |
| 61  | Auwaldrelikt südwestlich von Haid (Aufhausen)                                     | ca. 400 m von Haid (Eichgarten).                                                                                         |                |
| 62  | Auwaldrelikt südlich von Haid (Aufhausen)                                         | ca. 400 m südwestlich von Haid (Eichgarten).                                                                             |                |
| 63  | Rinsen bei Sarching (Barbing)                                                     | am nördlichen Ortsrand                                                                                                   |                |
| 64  | Bachmühlbachquellen bei Bachmühle (Hemau)                                         | |                |